# Adriano Bonaiuti
Pour les articles homonymes, voir Bonaiuti.
Adriano Bonaiuti (né le 7 mai 1967 à Rome) est un ancien joueur et entraîneur de football italien.

## Biographie
Durant sa carrière, il a endossé les maillots de Sambenedettese, de la Juventus (avec qui il a débuté en Serie A en 1990), pour le Padova (avec qui en Serie B en 1993-1994, il a obtenu une promotion en A), à Palermo, à Cosenza, à Trapani, à Pescara et à l'Udinese, club avec qui il a pris sa retraite en 2005.
Lors de la saison 2004-2005, pour maintenir son rôle de troisième gardien de l'équipe frioulienne, il est devenu l'entraîneur des gardiens à l'Udinese, avant de devenir celui de l'AS Roma.